# Dyslalia sensoryczna
Dyslalia sensoryczna (dyslalia audiogenna) – zaburzenie mowy, odmiana dyslalii wyodrębniona ze względu na przyczyny, jakie ją powodują.
Powstaje w wyniku zaburzeń przewodnictwa wstępującego tj. od obwodu do kory mózgowej i zaliczana jest do dyslalii impresywnej.